# الأمن الإلكتروني
أنشأت شركة إلياشم المتّحدة «الأمن الإلكتروني» المعروف سابقًا بـ مضاد الفيروس إلياشيم ثم وزّعته شركة «الأمن الألكتروني تكنولوجيز ش.م.م.» والتي مقرها في مدينة سايتل في واشنطن، والمركز الرئيسي لها مقرّه في فلسطين المحتلة وبالتحديد في مدينة حيفا.

## البرنامج
امتلكت شركة "علاء الدّين نولدج سيستمز" في سنة 1998مضاد الفيروس إلياشيم ومن ثم وزّعت "الأمن الإلكتروني" الخاص بمستخدمي أجهزة الكمبيوتر المكتبية واستمرّت في توزيعه حتى سنة 2002. ثم تطور "الأمن الإلكتروني" في السنوات اللاحقة ليصبح منتجًا يتّسم بمحتواه الآمن لكل ما للكلمة من معنى وبمثابة بوابة عبور إلكترونية فاشترتها شركة"علاء الدّين نولدج سيستمز" وأصبحت بمثابة أداة أمن متكاملة. ودمجت شركة " علاء الدّين نولدج سيستمز في مارس "2009" الأمن الإلكتروني" مع شركة الإنترنت الآمن ش.م.م." لتصبح سلسلة منتجات لحماية المحنوى "الأمن الإلكتروني-الإنترنت الآمن".